# TCU Horned Frogs
TCU Horned Frogs – nazwa drużyn sportowych Texas Christian University w Fort Worth, biorących udział w akademickich rozgrywkach w Big 12 Conference, organizowanych przez National Collegiate Athletic Association. 

## Sekcje sportowe uczelni
| Mężczyźni - baseball - bieg przełajowy - futbol - golf - koszykówka - lekkoatletyka - pływanie - tenis | Kobiety - bieg przełajowy - golf (1) - jeździectwo - koszykówka - lekkoatletyka - piłka nożna - siatkówka - pływanie - siatkówka plażowa - strzelectwo (2) - tenis |

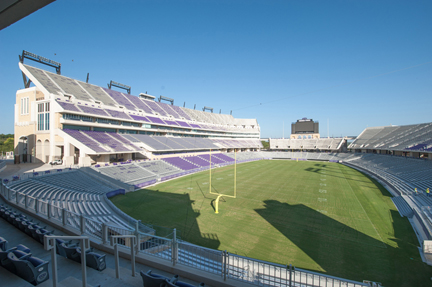
Amon G. Carter Stadium.

W nawiasie podano liczbę tytułów mistrzowskich NCAA (stan na 1 lipca 2015)

## Obiekty sportowe
- Amon G. Carter Stadium – stadion futbolowy o pojemności 45 000 miejsc[2]
- Schollmaier Arena – hala sportowa o pojemności 6800 miejsc, w której odbywają się mecze koszykówki[3]
- Garvey-Rosenthal Soccer Stadium – stadion piłkarski[4]
- Lowdon Track and Field Complex – stadion lekkoatletyczny[5]
- Williams-Reilly Field – stadion baseballowy[6]
- University Recreation Center – hala sportowa, w której odbywają się mecze siatkówki[7]
- University Recreation Center – hala sportowa z pływalnią[8]
- Turning Point Ranch – tor jeździecki[9]
- Bayard H. Friedman Tennis Center & Bartzen Varsity Courts – korty tenisowe[10]
- TCU Beach Volleyball Courts – boisko do siatkówki plażowej[11]